# Alkoholism

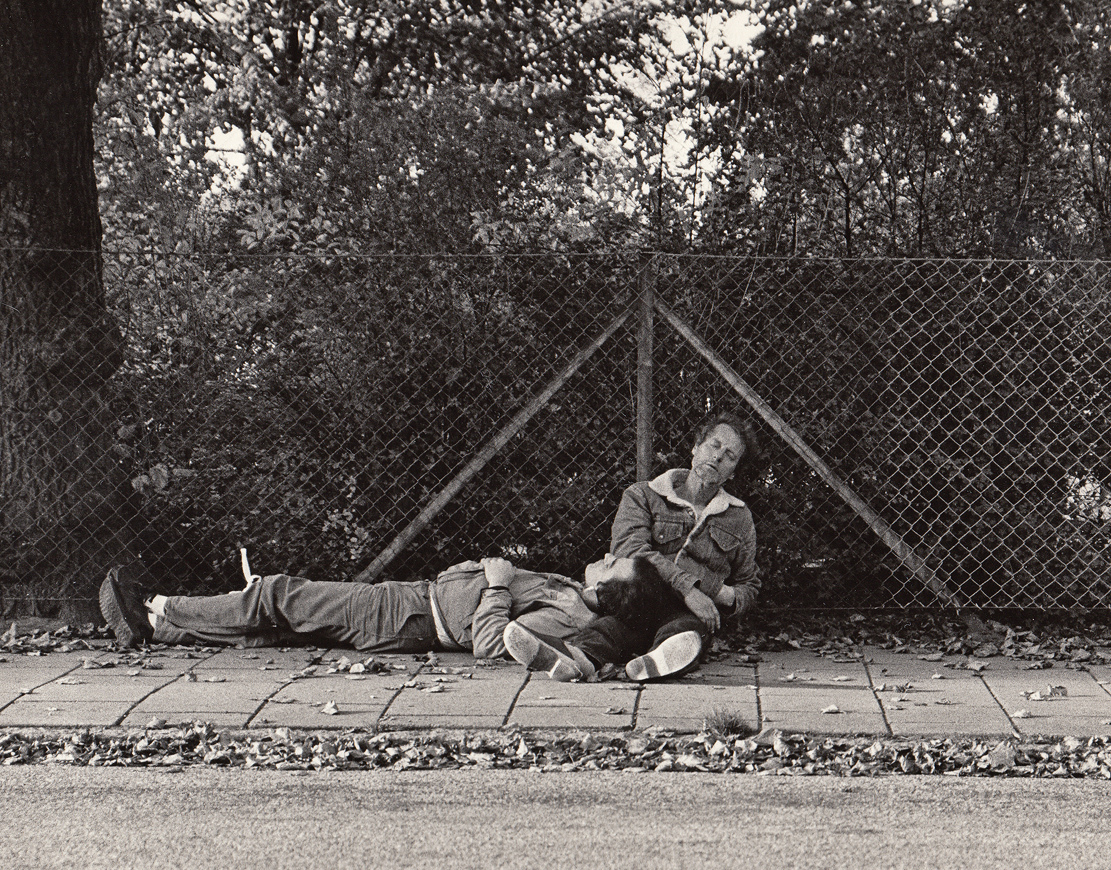
Offer för alkoholmissbruk. Malmö 1984.

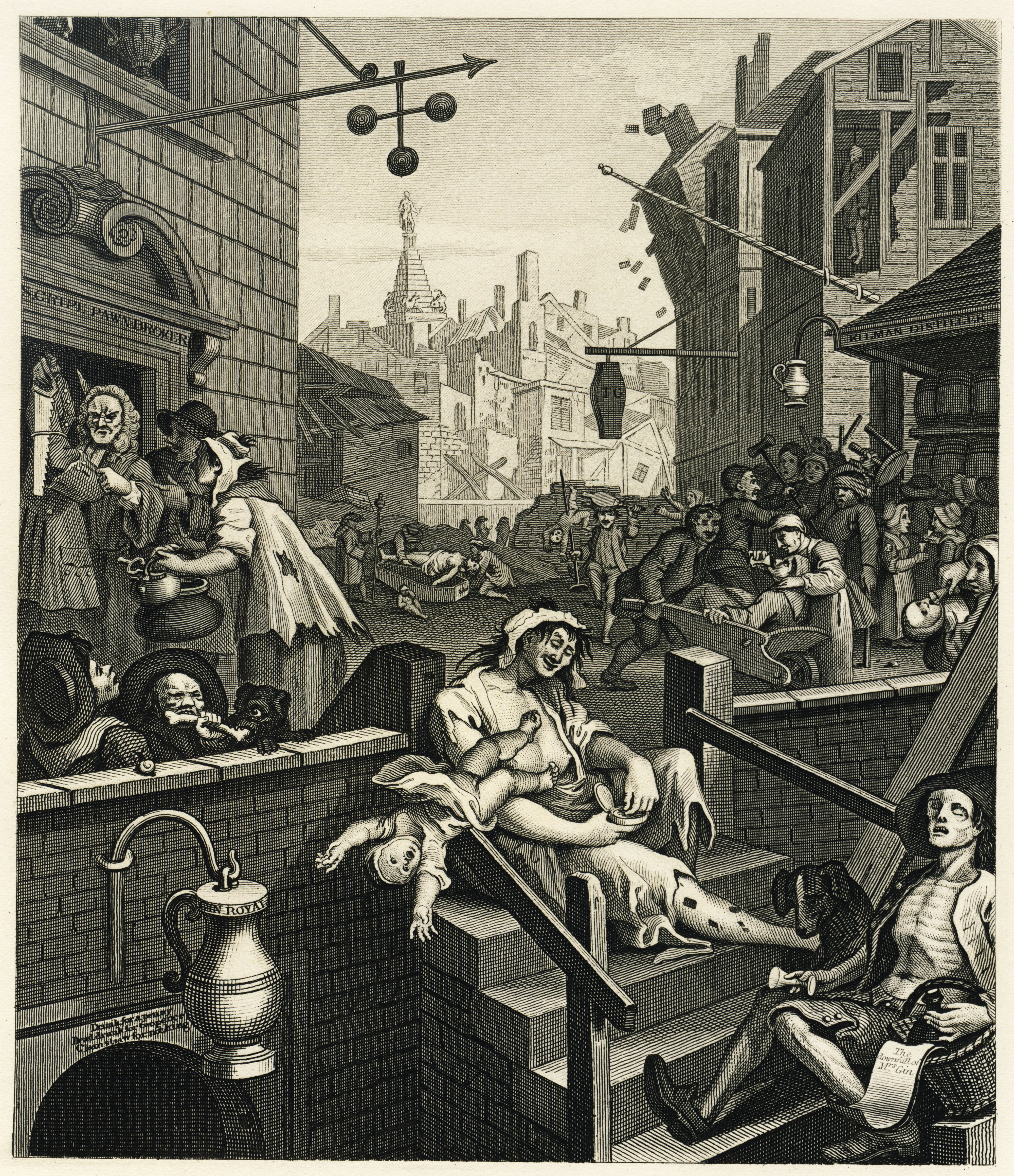
William Hogarth: Gin Lane.

Alkoholism (alkoholberoende) är en term med flera definitioner. I allmän och historisk användning refererar alkoholism till ett tillstånd av fortsatt konsumtion av alkoholdrycker trots de hälsoproblem och negativa sociala konsekvenser det orsakar. Inom hälso- och sjukvården är alkoholism inte ett vedertaget begrepp eller diagnos, man särskiljer substansrelaterade tillstånd genom definierat missbruk (för fysiologin, fysiken eller psyket skadligt bruk av alkohol) alternativt beroende.
Även termen riskbruk används inom sjukvården för att definiera ett riskabelt bruk av alkohol, där personen inte uppfyller kriterier för vare sig missbruk eller beroende. Bruk av alkohol betraktas inom sjukvården som en livsstilsfaktor i likhet med kost, motion och tobaksanvändning.
Begreppet alkoholism kan i vissa sammanhang referera till en dragning åt konsumtion av alkohol och/eller en förhindrad förmåga att känna igen de negativa effekterna av överdriven alkoholkonsumtion. Även om inte alla dessa definitioner specificerar pågående och fortgående alkoholbruk så gör vissa det, och kan också ta upp konsekvenser av långvarigt alkoholmissbruk såsom fysiskt beroende och abstinens.
Även om intag av alkohol, per definition, är nödvändigt för att utveckla så kallad alkoholism, är inte alkoholbruk i sig en indikator för utveckling av tillståndet. Kvantiteten och frekvensen på alkoholkonsumtionen som krävs för att utveckla vad som oftast avses med alkoholism varierar stort från person till person. Även om de biologiska mekanismerna som ligger bakom tillståndet är oklara, så har vissa faktorer, inklusive social omgivning, emotionell hälsa och genetisk predisposition, identifierats.

## Symptom
Betydelsen av begreppet alkoholism karakteriseras av ökande psykiska, fysiska och sociala problem. De flesta så kallade alkoholister är socialt förankrade, det vill säga har ett socialt nätverk och ett arbete. Oavsett blir intag av alkohol alltmer överskuggande om inte processen hejdas i tid. Detta leder till att personens sociala situation kompliceras, frånvaron från arbetet ökar och sjukvårdsbehovet växer; på längre sikt hotas personer med överkonsumtion av alkohol av en förtidig död.
Tungt eller långvarigt alkoholberoende kan leda till epileptiska kramper eller delirium tremens vid plötsligt avbrott. En tumregel är att motsvarande 70 cl starksprit per dag utan avbrott i tre veckor följt av avbrott ökar risken för epileptiska krampanfall och delirium tremens, vilka båda är så kallade abstinenskomplikationer. En person med utpräglat alkoholberoende skall alltid bedömas av läkare med erfarenhet av beroendeproblematik för att utröna om det finns risk för abstinenskomplikationer. På mindre orter där specialiserad beroendevård inte finns är det vanligt att psykiatriker gör sådana bedömningar.

## Riskzon
Omkring 90 procent av den vuxna befolkningen konsumerar alkohol och av dessa uppskattas ungefär 10 procent ha en problematisk alkoholkonsumtion. Enligt Missbruksutredningen från februari 2011 uppskattas 4,4 procent eller 330 000 svenskar uppfylla kriterier för alkoholberoende. Den begreppsförvirring som råder inom detta fält gör att personer med beroende felaktigt definieras som det mångtydiga begreppet "missbrukare" eller tvärt om. Det finns ett behov av ökad samsyn kring den terminologi som används rörande substansrelaterade tillstånd, något som uppmärksammats av bland annat Socialstyrelsen, se nedan.
Vad som i vardagligt tal benämns som alkoholism är alltså per definition ett beroende. Begreppen alkoholism och alkoholist kan uppfattas som stigmatiserande och därför föredrar många drabbade, samt hälso- och sjukvårdspersonal, att tillstånden benämns enligt definitionerna beroende eller missbruk vilka även är medicinskt korrekta. Socialstyrelsen publicerade bland annat av denna anledning nationella riktlinjer för missbruks- och beroendevården år 2007. Sedan dess har nya behandlingsmetoder introducerats och nya metoder för upptäckt och prevention har tillkommit i vården och omsorgen. Det finns därför behov av en revidering av de nuvarande riktlinjerna för att bättre vägleda hälso- och sjukvården och socialtjänsten i användandet av dessa metoder, en sådan har påbörjats och beräknas vara klar 2013.
Lars Forsberg, en svensk alkoholforskare, har översatt ett antal frågor hämtade från the CAGE test utvecklad av John Ewing, grundare av Bowles Center for Alcohol Studies, University of North Carolina at Chapel Hill. CAGE är ett internationellt använt instrument för identifiering av personer med riskbruk, missbruk eller beroende. Det används exempelvis inom primärvård och CAGE har översatts till åtskilliga språk.
Det räcker det med att respondenten svarar ja på en av frågorna för att anses befinna sig i riskzonen och för att det ska vara befogat att gå vidare med fler frågor. Ju fler frågor personen svarar ja på, desto allvarligare problem kan anses föreligga; ett ja på den sista frågan anses exempelvis särskilt allvarligt. Frågorna är enligt följande:
1. Har du nånsin känt att du borde minska din alkoholkonsumtion?
2. Har någon irriterat dig genom att kritisera ditt alkoholbruk?
3. Har du nånsin haft skuldkänslor för ditt alkoholbruk?
4. Har du nånsin druckit alkohol det första du har gjort för att komma över en baksmälla?

Idag förekommer i ännu större utsträckning frågeformuläret AUDIT, vilket används för att kartlägga hur en person använder alkohol. Instrumentet är inte diagnostiskt utan indikerar endast om det är läge att gå vidare med ytterligare kartläggning av alkoholintaget. Formuläret används ofta för att identifiera riskbruk som livsstilsfaktor bidragande till olika faktorer såsom gastrit och högt blodtryck, men kan även indikera att ett missbruk eller beroende föreligger.

## Sjukdomsbegreppet
Enligt den medicinska vetenskapen är beroende och missbruk sjukdomar med diagnosklassificering, dock ej riskbruk vilket betraktas som en livsstilsfaktor. Noterbart är även att diagnoserna beroende och missbruk avser symptom under en 12-månadersperiod, vilket medför att den allmänt vedertagna uppfattningen "en gång sjuk- alltid sjuk" rörande substansrelaterade tillstånd ifrågasätts.

## Screening
En systematisk översikt som har granskats och kommenterats av SBU visar att screening i primärvård plus beteendeförändrande stödsamtal kan minska så kallad ohälsosam alkoholkonsumtion något, det vill säga minska konsumtion som överstiger rekommenderade maxgränser i USA. Resultaten gäller vuxna och ungdomar som saknar direkta tecken på ohälsosam alkoholkonsumtion och som har kontaktat primärvården av andra skäl. Screeningfrågorna visar dock inte alltid rätt: mellan 15 och 30 procent av alla som faktiskt dricker ohälsosamt upptäcks inte, och ungefär lika många verkar enligt screeningen ha en ohälsosam konsumtion trots att detta inte är fallet – något som enligt SBU kan innebära ett etiskt problem.

## Behandlingar
Den offentliga sjukvården bedriver evidensbaserad öppenvårdsbehandling vid alkoholmissbruk eller beroende, exempelvis olika former av läkemedelsbehandling och återfallsprevention med grund i kognitiv beteendeterapi, ofta vid så kallade beroendemottagningar även Minnesota-modellen är vanligt förekommande. En person med svåra abstinensbesvär kan behöva vårdas inneliggande på sjukhus för att inte riskera svåra komplikationer så som kramper.
Socialtjänsten i respektive kommun tillhandahåller viss behandling av alkoholmissbruk och beroende, samt organiserar i dagsläget längre behandlingsinsatser (exempelvis behandlingshem).

### Anonyma alkoholister
I Sverige finns cirka 440 AA-grupper (Anonyma Alkoholister) av 116 000 existerande runt om i hela världen. AA-föreningar finns till för att hjälpa alkoholister att sluta dricka. Detta är en metod av många man kan använda sig av för att bli en nykter alkoholist.

### Kognitiv beteendeterapi
Inom psykologin är KBT (kognitiv beteendeterapi) ett upprepande och populärt hjälpmedel för att förbättra olika slags problem. Till skillnad från AA-föreningar får man här professionell hjälp av utbildade psykologer. Psykologen börjar med att göra en beteendeanalys angående av vad patienten har för samverkan med sin omgivning för att kunna hitta orsaker som utlöser till exempel alkoholberoendet. Behandlingen handlar ursprungligen om att förändra sitt tänkande och beteende för att nå sitt mål att sluta dricka. Sammanfattningsvis kan man säga att KBT står för ett samspel mellan individen och omgivningen.

### Läkemedel
Om det inte räcker med stöd och psykologiska terapier kan man ta hjälp av medicinska preparat såsom disulfiram (Antabus). Om man äter antabus med alkohol i kroppen sker följder såsom rodnad över övre kroppshalvan, illamående och blodtrycksfall. Denna konsekvens kan hålla i sig upp till fyra dagar efter intag av antabus. Denna reaktion beror på att antabus blockerar de enzymer som i vanliga fall ser till att alkoholen bryts ner i kroppen. Det är nu ämnet acetaldehyd bildas i kroppen som i sin tur ger patienten konsekvenser såsom hjärtklappning och huvudvärk. Det är också viktigt att patienten varit fri från alkohol i två dagar innan kuren påbörjas. Andra läkemedel som används vid alkoholberoende är akamprosat (Campral) och naltrexon.

### Abstinensbehandling
Vid en abstinensbehandling får patienten hjälp av liknande mottagningar som vårdcentraler. Det går ut på besök med jämna mellanrum hos mottagning där patienten får hjälp med att lindra sina abstinensbesvär som medföljer vid avtrappning från ett beroende. Från sjuksköterskan kan patienten få med sig lugnande och sömngivande tabletter. En rutin är också att blåsa i alkometer för att bevisa att man hållit sig nykter. Även i denna behandling kan man kombinera in antabus. Inläggning på sjukhus kan bli aktuell om patienten druckit väldigt mycket under en längre tid eller haft andra problem såsom epileptiska anfall. Samtal med sjuksköterskor, läkare eller psykologer ingår också i behandlingen. I samtalen kartlägger patienten sitt alkoholproblem ofta med hjälp av att skriva positiva och negativa saker om sitt beroende.

### "Counselling" – stödsamtal
Begreppet counselling saknar en vedertagen svensk översättning men avser stödsamtal som kan bygga på kognitiv beteendeterapi, psykodynamisk terapi, lösningsfokuserad terapi, humanistisk psykologi, systemisk eller familjeterapeutisk terapiinriktning samt motivationshöjande behandling. Counselling kan omfatta allt från korta begränsade samtal utan uppföljande sessioner till regelrätt psykoterapi, och en del forskare hävdar att det inte finns några skarpa gränser mellan counselling och psykoterapi. Stödsamtalen kan variera i utformning och vara anpassade för speciella grupper, till exempel barn och ungdomar, personer med psykisk ohälsa eller problematisk alkohol- eller droganvändning och marginaliserade grupper. Samtalen kan ske individuellt eller i grupp och antalet kontakttillfällen kan variera.

## Förebyggande åtgärder

### Hos unga
Från 18–19 års ålder konsumerar mer än 90 procent av ungdomarna alkohol. Det är meningsfullt att förebygga bruk och missbruk av alkohol, eftersom riskfylld konsumtion som inleds i unga år tenderar att fortsätta resten av livet. Både individen och samhället påverkas under mycket lång tid.
En SBU-rapport från 2015 fann stöd för vissa program inom skola och samhälle för att förebygga framtida missbruk:
- Så kallade multimodala projekt, det vill säga projekt där olika aktörer i lokal samhället agerar gemensamt och där era tillgänglighetsbegränsande insatser ingår, kan minska konsumtionen av alkohol hos unga.[15]
- Enstaka manualbaserade program har visats kunna minska tungt episodiskt drickande hos unga.[15]
- Kortvariga insatser i form av motiverande samtal och så kallad personanpassad normativ återkoppling kan minska alkoholkonsumtion hos unga med riskbruk.[15]

### Frivilligorganisationer
- Anonyma Alkoholister
- ACOA för vuxna barn till alkoholister
- Al-Anon för anhöriga och vänner till alkoholister
- IOGT-NTO
- LP-verksamheten
- Länkorganisationer